# Gephyromantis ambohitra
A Gephyromantis ambohitra   a kétéltűek (Amphibia) osztályába és  a békák (Anura) rendjébe aranybékafélék (Mantellidae) családjába tartozó faj. 

## Előfordulása
Madagaszkár endemikus faja. A sziget északi részén, az Amber (Ambohitra) hegységben, Tsaratanana környékén és a Manongarivo hegységben 500–1200 m-es tengerszint feletti magasságban honos.

## Nevének eredete
Nevét felfedezésének helyéről az Amber-hegyről kapta, amit malgas nyelven Ambohitra néven emlegetnek.

## Megjelenése
Közepes méretű Gephyromantis faj. A hímek testhossza 34–37 mm, a nőstényeké 32–39 mm. Háta kevésbé szemcsézett, mint a Gephyromantis asperé és a Gephyromantis spiniferé. Hátán két hosszanti bőrredő húzódik. Színe változékony. A hímeknek kettős, feketés színű hanghólyagjuk van.

## Természetvédelmi helyzete
A vörös lista a sebezhető fajok között tartja nyilván. Elterjedési területe kisebb mint 20 000 km², erősen fragmentált. Élőhelyének területe folyamatosan csökken, minősége romlik. Bár élőhelye töredezett, több védett területen is előfordul, az Amber-hegy Nemzeti Parkban, a Tsaratanana integrált természetvédelmi területen, valamint a Manongarivo rezervátumban. Élőhelyének elvesztése fenyegeti a mezőgazdaság, a fakitermelés, a szénégetés, az invázív eukaliptuszfajok terjeszkedése, a legeltetés és a lakott területek növekedése következtében.